# Nadine Horchler
Nadine Horchler (* 21. Juni 1986 in Arolsen) ist eine ehemalige deutsche Biathletin.
Sie wurde 2016 im russischen Tjumen Europameisterin und ist zweifache deutsche Meisterin im Biathlon. Zu ihren größten Erfolgen zählen zudem der Gesamtsieg des IBU-Cups in der Saison 2015/16, ein Weltcup-Einzelsieg im Massenstart von Antholz im Januar 2017 sowie zwei weitere Siege im Weltcup mit der deutschen Damenstaffel.

## Persönliches
Nadine Horchler hat drei jüngere Geschwister, zwei Schwestern und einen Bruder. Ihre Schwester Karolin ist ebenfalls Biathletin. Nadine Horchler startete für den SC Willingen, zog jedoch nach Mittenwald um und wurde dort von Bernhard Kröll trainiert. Sie gehörte der Sportfördergruppe der Bundeswehr an und bekleidete zuletzt den Rang eines Feldwebels. Im Dezember 2015 legte sie erfolgreich die Prüfung zur „Heilpraktikerin für Psychotherapie“ ab. 2019 begann sie ein Studium der Psychologie an einer Privatuniversität in Hall in Tirol.

## Sportliche Karriere

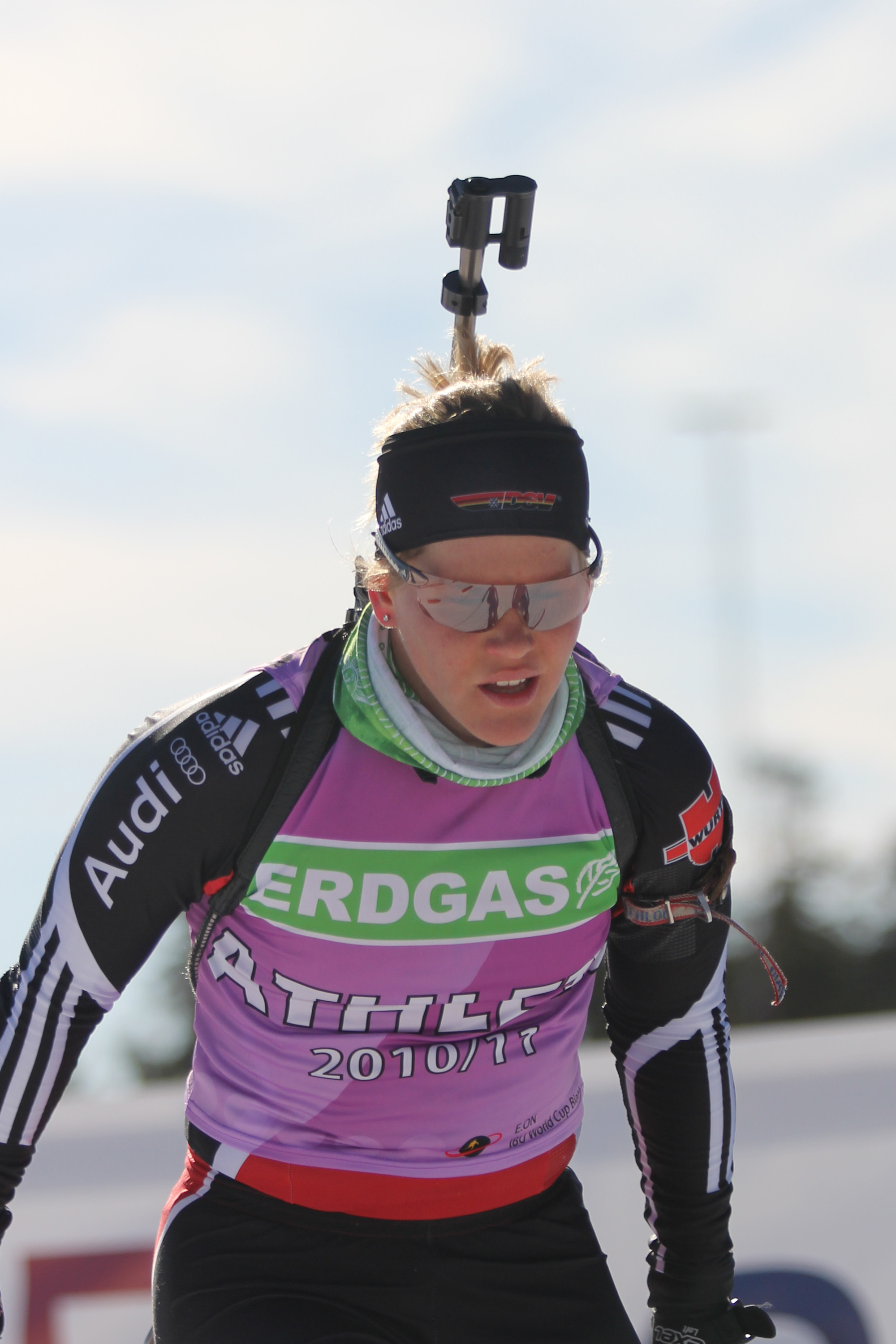
Nadine Horchler beim Weltcup 2011 in Oslo

### Anfänge (2006 bis 2011)
Erste internationale Einsätze hatte Nadine Horchler 2006 im Rahmen des IBU-Cups der Juniorinnen. In Obertilliach erreichte sie in ihren ersten vier Rennen einen vierten und zwei fünfte Plätze. Bei den Deutschen Meisterschaften 2008 erreichte Horchler mit Carolin Hennecke und Magdalena Neuner im Staffelrennen die drittbeste Zeit, gewann aber keine Medaille, da diese Staffel außer Konkurrenz gestartet war. Erst zur Saison 2009/10 kam sie nach 2006 erneut zu internationalen Einsätzen im IBU-Cup. Schon in ihrem ersten Sprint in Altenberg gewann sie als 27. erste Punkte.
Nachdem sie 2010 aus der Sportfördergruppe der Bundeswehr genommen wurde, stand Nadine Horchler vor der Entscheidung, ob sie ihre Karriere als Biathletin fortsetzt. Sie wollte jedoch dem Leistungssport nicht so früh den Rücken kehren und ihre Karriere fortsetzen, solange sich entsprechende Erfolge einstellen. Um sich den Leistungssport weiterhin leisten zu können, jobbte sie im Sommer in einer Pizzeria, ihre Freundin und Trainingspartnerin Magdalena Neuner unterstützte sie zudem mit Material und Ausrüstung.
Mit guten Ergebnissen verliefen die Deutschen Meisterschaften 2010, wo sie in der Pokalwertung Achte wurde und mehrere namhafte deutsche Biathletinnen hinter sich lassen konnte. Im IBU-Cup 2010/11 lief Horchler in Martell bei einem Einzel hinter Jewgenija Sedowa und Kjersti Isaksen als Drittplatzierte erstmals auf einen Podestrang. Im weiteren Saisonverlauf folgten weitere gute Resultate. In Altenberg konnte sie sowohl im Sprint wie auch in der Verfolgung ihre Bestleistung bis auf einen zweiten Rang jeweils hinter Iris Waldhuber verbessern. Von den Biathlon-Europameisterschaften 2011 brachte Horchler zwei Bronzemedaillen mit nach Hause. Neben der Staffelmedaille – gemeinsam mit Franziska Hildebrand, Susann König und Juliane Döll – schaffte sie trotz Platz dreizehn im Sprint mit 1:22,2 Minuten Rückstand noch den Sprung aufs Podest in der Verfolgung. Durch ihre guten Leistungen im IBU-Cup qualifizierte sich Horchler für das Weltcupfinale der Saison 2010/11 Mitte März in Oslo. Ihr Weltcupdebüt beim Sprint am Holmenkollen beendete sie mit einem Schießfehler auf Platz 32 und ihren ersten neun Weltcuppunkten. Bei der Verfolgung verbesserte sie sich sogar mit drei Schießfehlern auf Platz 27.

### Erste Weltcupeinsätze (2011, 2012)
Im Sommer 2011 bei den Deutschen Meisterschaften zeigte Nadine Horchler konstante Leistungen und wurde im Sprint und im Einzel jeweils Drittplatzierte. In der internen Pokalwertung belegte sie ebenfalls den dritten Rang. Zusammen mit Carolin Hennecke und Franziska Hildebrand bekam Horchler die Chance sich im Weltcup zu beweisen. Allerdings musste sie mit einem 35. Platz im Sprint und einem 39. Platz in der Verfolgung deutlich gegenüber Hildebrand geschlagen geben. Aufgrund dieser Leistungen verbrachte Nadine Horchler erneut die meiste Zeit des Winters im IBU-Cup. In ihren ersten sechs Rennen belegte sie vier Podestplätze, drei davon im Sprint, weshalb sie in Antholz den Vorzug gegenüber Sabrina Buchholz erhielt. Mit einem 36. Platz erreichte sie wieder die Punkte nur knapp. Zurück im IBU-Cup konnte sie nicht an die guten Ergebnisse anknüpfen, das beste Ergebnis war ein zehnter Platz in Canmore. Trotz sechs ausgelassener Rennen erreichte sie den vierten Rang in der Gesamtwertung. Bei den Biathlon-Europameisterschaften in Osrblie verpasste mit einem vierten Platz im Sprint und einem fünften im Einzelwettkampf jeweils knapp die Medaillenränge. Zusammen mit Maren Hammerschmidt, Carolin Hennecke und Juliane Döll gewann sie wie im Vorjahr die Bronzemedaille in der Staffel.
Bei den Deutschen Meisterschaften im Sommer 2012 gewann Horchler ihren ersten nationalen Titel. Nachdem sie beim Sprint in Altenberg den vierten Platz errang, sicherte sie sich einen Tag später die Bronzemedaille in der Verfolgung. Im Einzel verfehlte sie bei teils windigen Bedingungen am Schießstand nur eine Scheibe. So sicherte sie sich vor Andrea Henkel und Franziska Hildebrand die Goldmedaille. Im Massenstart gewann sie die Silbermedaille.

### WM-Teilnahme und Olympiaqualifikation (2012 bis 2014)
Ab Beginn der Saison 2012/2013 gehörte Horchler zur deutschen Weltcupmannschaft. Ein zehnter Platz in der Verfolgung in Hochfilzen war ihre erste Top-Ten-Platzierung im Weltcup. Nach einem vierten Platz in Hochfilzen in ihrem ersten Staffeleinsatz im Weltcup sicherte sie sich als Schlussläuferin mit Tina Bachmann, Miriam Gössner und Franziska Hildebrand vor heimischem Publikum in Oberhof ihre erste Podiumsplatzierung im Weltcup. Grundlage für ihre guten Ergebnisse waren ihre durchwegs guten Schießleistungen, denn läuferisch konnte sie mit der Weltspitze nicht mithalten. Mitte Januar erreichte Nadine Horchler in Antholz beim Sprintrennen und bei der anschließenden Verfolgung jeweils den fünften Platz und damit die bis dahin besten Platzierungen ihrer Karriere. Im Staffelrennen blieb sie erneut fehlerfrei und gewann gemeinsam mit Franziska Hildebrand, Miriam Gössner und Andrea Henkel ihr erstes Weltcuprennen. Bei den Weltmeisterschaften 2013 im tschechischen Nové Město verfehlte sie mit einem 84. Platz im Sprint die Qualifikation für das Verfolgungsrennen deutlich, im Einzelwettkampf belegte sie den 28. Rang. Für die Damenstaffel, die den 5. Platz erreichte, wurde sie nicht berücksichtigt. Bei den restlichen Weltcuprennen in Sotschi, Chanty-Mansijsk und Oslo erreichte sie zwar mit einer Ausnahme immer die Punkteränge, ein 20. Platz beim Sprint in Chanty-Mansijsk blieb jedoch das beste Resultat. Am Ende der Saison belegte sie den 25. Rang in der Wertung des Gesamtweltcups.
In der Saison 2013/2014 wurde Horchler nicht mehr für die Weltcupmannschaft nominiert. Sie gewann im Dezember im Rahmen des IBU-Cups Sprint und Verfolgung in Obertilliach und im Rahmen des Deutschlandpokals das Einzelrennen und den Sprint in Ruhpolding. In Oberhof erhielt sie einen Weltcupeinsatz, um sich für die Olympischen Winterspiele 2014 zu qualifizieren. Mit jeweils einem 29. Platz in Sprint und Verfolgung verfehlte sie die internen Qualifikationskriterien des DSV deutlich. Zurück im IBU-Cup gewann sie ein weiteres Rennen in Ridnaun. Als im ersten Weltcuprennen nach den Olympischen Spielen die deutsche Damenmannschaft auf der slowenischen Pokljuka nur mit fünf Athletinnen an den Start ging, obwohl pro Rennen sechs Startplätze zur Verfügung stehen, äußerte sie mit den Worten „Hallo, da sitze ich und muss mir den freien Startplatz vom Tv aus anschauen. Traurig aber wahr als Führende in der IBU-Gesamtwertung. lg“ auf ihrer Facebookseite ihren Unmut. Horchler wurde daraufhin vom Cheftrainer Uwe Müssiggang für die letzten Saisonrennen im finnischen Kontiolahti und im norwegischen Oslo nominiert. An ihre guten Ergebnisse und ihre guten Laufleistungen aus dem IBU-Cup konnte sie bei diesen Rennen jedoch nicht anknüpfen. In vier Rennen erreichte sie nie die Punkteränge, und in Oslo konnte sie sich nicht für das Verfolgungsrennen qualifizieren. Zwei Wochen nach dem Ende der Weltcupsaison äußerte sie sich in einem Interview zu den schlechten Ergebnissen im Weltcup. Nach einem schweren Sturz im Training kurz vor den Rennen in Kontiolahti zog sie sich eine Rippenprellung und eine Prellung des Schulterknochens zu. Ein Start war ihr nur mit Schmerzmitteln möglich.

### Gesamtsieg IBU-Cup und EM-Gold (2014 bis 2016)
Für die Saison 2014/15 erhielt Nadine Horchler keinen Kaderstatus des DSV-Nationalteams. Nach einer guten Saisonvorbereitung im Sommer schaffte sie jedoch erneut nicht den Sprung in die Weltcupmannschaft. Auch die Ergebnisse im IBU-Cup wurden im Vergleich zur Vorsaison schlechter, in der Folge beendete sie die Saison vorzeitig. Ärzte stellten später bei ihr die Diagnose Übertraining, was als Grund für die Verschlechterung ihrer Leistungen vermutet wurde. Sie entschied sich jedoch trotzdem, es ein weiteres Mal zu versuchen und in der Saison 2015/16 an den Start gehen, obwohl sie erneut nicht für den Kader des DSV nominiert wurde. Nach einem durchwachsenen Start in den IBU-Cup 2015/16 und nur einer Top-10-Platzierung bei den Wettkämpfen in Idre und Ridnaun stabilisierte sich ihre Leistung und sie erreichte anschließend fast ausschließlich Platzierungen unter den besten zehn Athletinnen sowie mehrere Podiumsplatzierungen. Bei den Biathlon-Europameisterschaften im russischen Tjumen gewann sie vor ihrer Schwester Karolin auf dem zweiten und Annika Knoll auf dem dritten Platz das Sprintrennen. Mit einer starken Laufleistung konnte sie ihren Schießfehler im stehenden Anschlag und damit den Zeitverlust durch eine Strafrunde auf ihre fehlerfreie Schwester kompensieren und sicherte sich mit 12,7 Sekunden Vorsprung die Goldmedaille. Durch ihre konstant guten Leistungen gewann sie die Gesamtwertung des IBU-Cups 2015/16 sowie die Sprintwertung. Aufgrund dieser Ergebnisse erarbeitete sie sich ein persönliches Startrecht für den letzten Weltcup im russischen Chanty-Mansijsk. Im Sprint erreichte sie den 31. Rang und verbesserte sich im Verfolgungswettkampf auf Platz 29. Für das Massenstartrennen qualifizierte sie sich nicht.

### Erster Einzelsieg im Weltcup (2016 bis 2018)
Aufgrund der Leistungen im IBU-Cup und bei den Europameisterschaften wurde Nadine Horchler vom DSV wieder in den B-Kader für die Saison 2016/17 aufgenommen. Im IBU-Cup startete sie erneut mit guten Leistungen, neben Platzierungen fast ausschließlich innerhalb der Top 10 erreichte sie in Beitostølen und Ridnaun das Podium.
Im Januar 2017 ersetzte sie die erkrankte Franziska Preuß beim Weltcup in Oberhof und startete zum ersten Mal überhaupt gemeinsam mit ihrer Schwester Karolin in einem Weltcuprennen. Nach einem 35. Platz im Sprint verbesserte sie sich im Verfolgungsrennen trotz vier Schießfehlern auf den 17. Rang. Grundlage für diese Verbesserung war die beste Laufzeit innerhalb der deutschen Mannschaft.
Beim Weltcup in Antholz in Südtirol rückte sie für Miriam Gössner, die sich auf die Europameisterschaften vorbereiten sollte, in die Mannschaft. Mit dem 19. Platz im Einzelwettkampf sicherte sie sich lediglich einen Platz in der Nachrückerliste für den folgenden Massenstart. Nachdem einige Athletinnen nicht an den Start gingen, konnte Horchler mit Startnummer 30 als letzte Athletin des Feldes ins Rennen gehen. Nach vier fehlerfreien Schießeinlagen ging sie kurz hinter der Führenden Gabriela Koukalová auf die letzte Runde, setzte sich im Zielsprint gegen die Tschechin durch und gewann ihr erstes Weltcuprennen vor ihrer Teamkameradin Laura Dahlmeier, die Koukalová kurz vor dem Ziel auch noch überholen konnte. Mit diesem Ergebnis erfüllte Nadine Horchler die vom DSV geforderte Norm für die Nominierung zu den Weltmeisterschaften 2017 (ein Ergebnis innerhalb der besten 8 oder zwei innerhalb der besten 15 in einem Einzelrennen). Sie wurde zwar nominiert, sollte aber zu Hause als „Ersatzfrau mit einem eventuellen Einsatz in der zweiten Woche“ auf Abruf bereitstehen. Nach dem Weltcup in Antholz nahm sie an den Europameisterschaften im polnischen Duszniki-Zdrój teil, konnte dort jedoch ihre Goldmedaille im Sprint nicht verteidigen, die deutsche Mannschaft beendete die EM ohne Medaillen. Horchler, die von den Veranstaltern als eines der „Zugpferde“ der EM wahrgenommen wurde und neben russischen Olympiateilnehmern und einheimischen Athleten immer wieder hervorgehoben wurde, erreichte mit den Rängen vier im Sprint, neun in der Verfolgung und sechs im Mixed-Staffelrennen dennoch gute Platzierungen. Nachdem Franziska Preuß eine Teilnahme an den Titelkämpfen krankheitsbedingt absagen musste, nahm Horchler schon in der ersten Woche an den Weltmeisterschaften teil. Nach einem 46. Platz im Sprint verbesserte sie sich in der Verfolgung auf Rang 32. Einsätze im Einzelrennen und in der Staffel erhielt sie nicht, da die deutlich vor ihr im Weltcup platzierten Vanessa Hinz, Maren Hammerschmidt, Franziska Hildebrand und Laura Dahlmeier alle Rennen bestritten. Für den Massenstart qualifizierte sie sich nicht.
Die letzten Wettkämpfe des Winters in Pyeongchang, Kontiolahti und Oslo bestritt Nadine Horchler auch im Weltcup. In Pyeongchang wurde sie für die Damenstaffel aufgestellt, nachdem Franziska Preuß die Saison vorzeitig beendet hatte, Vanessa Hinz krankheitsbedingt gar nicht nach Südkorea angereist war und Laura Dahlmeier geschont wurde. Es war Horchlers erstes Staffelrennen nach Antholz in der Saison 2012/13, damals gewann sie das Rennen gemeinsam mit Franziska Hildebrand, Miriam Gössner und Andrea Henkel, auch in Korea war die deutsche Damenmannschaft wieder siegreich. Trotz einer Strafrunde durch Denise Herrmann konnten sich Nadine Horchler, Maren Hammerschmidt und die Schlussläuferin Franziska Hildebrand gegen die Konkurrenz durchsetzen. In Kontiolahti bestritt Horchler ihr erstes Mixed-Staffelrennen im Weltcup. Gemeinsam mit Maren Hammerschmidt, Benedikt Doll und Arnd Peiffer wurde sie Zweite.
Für den Biathlon-Weltcup 2017/18 wurde Nadine Horchler wieder dem B-Kader zugeteilt, im Vergleich zum Vorjahr rückte sie eine Trainingsgruppe auf und bereitete sich in den Trainingslagern mit der Weltcupmannschaft auf den Winter vor. Sie nahm wieder überwiegend an Rennen im IBU-Cup teil, gewann den Einzelwettkampf in Bayerisch Eisenstein und stand in vier weiteren Rennen auf dem Podium. Für eine Teilnahme an den Olympischen Winterspielen wurde sie nicht nominiert. Aufgrund ihrer Leistungen qualifizierte sie sich für die Teilnahme am Weltcupfinale im russischen Tjumen, wo sie zwei Jahre zuvor Europameisterin wurde. Nach einem 39. Platz im Sprint verbesserte sie sich im anschließenden Verfolgungsrennen auf den 12. Rang. Es war das erste Mal, dass sie gemeinsam mit ihrer Schwester Karolin bei einem Weltcuprennen an den Start ging. In diesem Winter gewann sie auch zum ersten Mal die Einzelwertung des IBU-Cups.

### Letzte Jahre als aktive Biathletin (2018 bis 2020)
In der Vorbereitung auf den Biathlon-Weltcup 2018/19 nahm Nadine Horchler an den Trainingslagern der deutschen Weltcupmannschaft teil. Nach guten Ergebnissen beim ersten IBU-Cup der Saison im schwedischen Idre wurde sie für den ersten Weltcup in Slowenien nominiert. Weitere Rennen bestritt sie im IBU-Cup, beim Weltcup in Oberhof ersetzte sie die erkrankte Vanessa Hinz. Bei den Europameisterschaften gewann sie gemeinsam mit Janina Hettich, Lucas Fratzscher und Philipp Horn Silber, knapp hinter der siegreichen Staffel aus Schweden. Schweden nutzte die Europameisterschaften als Vorbereitung auf die Heim-WM in Östersund, in der Staffel Schwedens waren deshalb nur Athleten am Start, die ausschließlich im Weltcup starten. Im Verfolgungsrennen gewann Horchler Bronze, erneut hinter zwei Weltcupathleten, der Siegerin Jekaterina Jurlowa-Percht sowie der Olympiasiegerin Iryna Kryuko. Im Einzelrennen verfehlte sie als Vierte die Medaillenränge nur knapp, das Rennen gewann Olympiasiegerin und spätere Weltmeisterin in dieser Disziplin, Hanna Öberg aus Schweden, vor Julija Schurawok und Iryna Kryuko.
Für die Saison 2019/20 erhielt Horchler keinen Kaderstatus im DSV und damit weniger finanzielle Unterstützung als viele ihrer Mannschaftskolleginnen. Im Mai 2019 kündigte sie an, dass die Saison 2019/20 ihr letzter Winter als aktive Biathletin sein wird. Aufgrund ihres Alters und ihrer Leistungen bei den Deutschen Meisterschaften wurde sie weder der Weltcup- noch der IBU-Cup-Mannschaft zugeteilt, sondern bestritt Wettkämpfe im drittklassigen Deutschlandpokal. Dort konnte sie fünf von neun Saisonrennen und damit auch die Pokalwertung gewinnen. Am 29. Februar bestritt sie beim Massenstart im Rahmen des Deutschlandpokals in Ruhpolding ihr letztes Biathlonrennen. Mit insgesamt fünf Schießfehlern belegte sie den zweiten Rang hinter Hanna Kebinger vom SC Partenkirchen. Unter den Zuschauen befanden sich neben Freunden, Familie und Sportlern ihrer Trainingsgruppe in Mittenwald auch eine Abordnung des SC Willingen und des Hessischen Skiverbandes. Ihr letztes Rennen bestritt Nadine Horchler in einem gelb-blau-weißen Laufanzug des SC Willingen, in dem gleichen Anzug absolvierte sie zwanzig Jahre zuvor ihr erstes Rennen als Langläuferin.

## Wettkampfbilanz

### Weltcupsiege
Alle Siege bei Biathlon-Weltcups, getrennt aufgelistet nach Einzel- und Staffelrennen. Durch Anklicken des Symbols im Tabellenkopf sind die Spalten sortierbar.
| Nr. | Datum         | Ort     | Disziplin   |
| --- | ------------- | ------- | ----------- |
| 1.  | 21. Jan. 2017 | Antholz | Massenstart |

| Nr. | Datum         | Ort         | Disziplin |
| --- | ------------- | ----------- | --------- |
| 1.  | 20. Jan. 2013 | Antholz     | Staffel 1 |
| 2.  | 5. März 2017  | Pyeongchang | Staffel 2 |

### Biathlon-Weltcup-Platzierungen
Die Tabelle zeigt alle Platzierungen (je nach Austragungsjahr einschließlich Olympische Spiele und Weltmeisterschaften).
- 1.–3. Platz: Anzahl der Podiumsplatzierungen
- Top 10: Anzahl der Platzierungen unter den ersten zehn (einschließlich Podium)
- Punkteränge: Anzahl der Platzierungen innerhalb der Punkteränge (einschließlich Podium und Top 10)
- Starts: Anzahl gelaufener Rennen in der jeweiligen Disziplin
- Staffel: inklusive Mixed- und Single-Mixed-Staffeln

| Platzierung         | Einzel | Sprint | Verfolgung | Massenstart | Staffel | Gesamt |
| ------------------- | ------ | ------ | ---------- | ----------- | ------- | ------ |
| 1. Platz            |        |        |            | 1           | 2       | 3      |
| 2. Platz            |        |        |            |             | 1       | 1      |
| 3. Platz            |        |        |            |             | 1       | 1      |
| Top 10              |        | 2      | 2          | 1           | 6       | 11     |
| Punkteränge         | 4      | 16     | 16         | 3           | 6       | 45     |
| Starts              | 5      | 27     | 20         | 3           | 6       | 61     |
| Stand: Karriereende |        |        |            |             |         |        |

### Weltmeisterschaften
| Weltmeisterschaften | Weltmeisterschaften | Einzel | Sprint | Verfolgung | Massenstart | Staffel | Mixedstaffel |
| Jahr                | Ort                 | Einzel | Sprint | Verfolgung | Massenstart | Staffel | Mixedstaffel |
| ------------------- | ------------------- | ------ | ------ | ---------- | ----------- | ------- | ------------ |
| 2013                | Nové Město          | 28.    | 84.    | –          | –           | –       | –            |
| 2017                | Hochfilzen          | –      | 46.    | 32.        | –           | –       | –            |